# Parque Estadual Floresta do Saltinho
O Parque Estadual Floresta do Saltinho é uma unidade de conservação situada no município brasileiro de Imbaú, no estado do Paraná.

## História
A unidade de conservação, com área de 9,10 hectares, foi criada pelo Decreto Estadual nº 2120 de 8 de dezembro de 1983, primeiramente como Reserva Florestal do Saltinho, ainda no município de Telêmaco Borba. Na década de 1990 ocorreu a emancipação territorial e política do distrito administrativo de Imbaú. A partir de 1997 a reserva passou a se configurar então no município de Imbaú. Anos mais tarde a reserva foi submetida a um processo de recategorização, passando à categoria de Parque Estadual.
No modo geral a reserva tem como objetivo buscar proteger a biodiversidade regional, preservando as espécies de fauna e flora locais, os mananciais de águas e os demais recursos ambientais, com a utilização para de uso educacionais, recreativos, científicos e administrativos.

## Características
O parque está situado em média a 850 metros acima do nível do mar, na região dos Campos Gerais, no segundo planalto paranaense. O clima local é classificado, segundo Köppen, como Cfb. A precipitação anual em média é 1500 mm³. O relevo é ondulado, situado na zona ondulada paleonzóico. Os solos predominantes são o cambissolo álico e litólico, originário do carbonífero superior (grupo Itararé).
A vegetação é composta de capoeira remanescente da floresta com araucária, servindo como um corredor ecológico. A formação vegetacional original refere-se principalmente à Floresta Ombrófila Mista, caracterizada pela presença da Araucaria angustifolia e pertencente ao bioma da Mata Atlântica.